# Académie Ranson

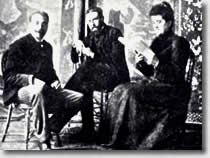
Paul Ranson, Paul Sérusier i Marie-France Ranson, ok. 1900

Académie Ranson – prywatna szkoła malarska założona w 1908 roku w Paryżu przez francuskiego artystę Paula Ransona i jego żonę Marie-France.
Założyciel szkoły pragnął wykorzystać placówkę do utrwalenia i rozpropagowania doświadczeń nabistów szczególnie w zakresie malarstwa dekoracyjnego. Po przedwczesnej śmierci Ransona w 1909 szkołę prowadziła jego żona. Pierwszymi nauczycielami byli Maurice Denis i Paul Sérusier oraz kilku innych awangardowych artystów. Académie Ranson odznaczała się liberalnymi metodami nauczania i wspierała swoich wychowanków organizując m.in. wystawy.
Akademia przetrwała niemal do końca II wojny światowej, gdy działała w ograniczonym zakresie. Zamknięto ją dopiero w 1944 roku, ponownie otworzona w 1951 funkcjonowała już tylko cztery lata i ze względu na brak funduszy zakończyła działalność w 1955.

## Profesorowie Académie Ranson
- Roger Bissière (1923-1939)
- Roger Chastel (1951)
- Maurice Denis (1909-1919)
- Marcel Fiorini (1951)
- Henri Goetz (1951)
- Moïse Kisling
- Louis Latapie (1920-1927)
- Lucien Lautrec (1951)
- Charles Malfray
- Ker-Xavier Roussel (1908)
- Gino Severini
- Paul Sérusier (1908)
- Gustave Singier (1951-1954)
- Félix Vallotton
- Édouard Vuillard
- Jules-Émile Zingg

## Uczniowie
- Rudi Baerwind(inne języki) (1910-1982)
- Louise Bourgeois (1911)
- Jacques Boussard(inne języki) (1915-1989)
- Jean Coulot(inne języki) (1953)
- Paul Eliasberg
- Alexandre Garbell (1923)
- Roger de La Fresnaye (1908)
- Louis Latapie (1908)
- Tamara Łempicka
- Jean Le Moal (1935-1937)
- Alfred Manessier (1936)
- Étienne Martin
- Jacques Mennessons (1954-1955)
- Vera Pagava (1934-1939)
- Hans Reichel (1927-1930)
- Gaston-Louis Roux (1919-1922)
- Consuelo de Saint Exupéry
- Hans Seiler (1927-1930)
- François Stahly (1931-1939)
- Arpad Szenes
- Ferdinand Springer (1928)
- Maria Elena Vieira da Silva (1929)
- Nicolas Wacker (1928-1939)
- Fahrelnissa Zeid
- Joaquim Claret (1909)